# 1356
1356 (MCCCLVI) je bilo prestopno leto, ki se je po julijanskem koledarju začelo na petek.

## Dogodki

### Stoletna vojna
- 20. januar - Bivši škotski marionetni kralj Edward Balliol obupa nad poskusi, da bi še kdaj postal škotski kralj, in v zameno za pokojnino proda pravice angleškemu kralju Edvardu III.
- 5. april - Francoski kralj Ivan II. aretira navarskega kralja in političnega nasprotnika Karla II., ki je imel dedne zahteve po grofiji Šampanji in posredno tudi po francoski kroni.
- avgust - Obnovitev stoletne vojne: francoska armada pod vodstvom kralja Ivana II. končno preide v ofenzivo proti plenilski angleški vojski, ki jo vodi Edvard Črni Princ. Francozi zablokirajo Angleže, ki so se prisiljeni umakniti proti Poitiersu.
- 8. avgust - Vojna dveh Petrov: kastiljski kralj Peter I. napove vojno aragonskemu kralju Petru IV.. Kastiljski kralj se hoče polastiti delov aragonske papirnate kraljevine Valencije. Vojna dveh Petrov se vključi v širšo stoletno vojno, saj se Kastiljci postavijo na stran Angležev, Aragonci pa na stran Francozov. 1357 ↔
- 19. september - Bitka pri Poitiersu: Angleži odločujoče porazijo enkrat številčnejše Francoze. Gre za drugo od treh velikih zmag Angležev nad Francozi v stoletni vojni[1]. V bitki, ki jo ponovno odloči angleški dolgi lok, sta poleg ostalih ujeta še francoski kralj Ivan II. in njegov najmlajši sin Filip Hrabri. Od eminentnejših vitezov so v bitki padli:
  - burbonski vojvoda Peter I.. Burbonsko vojvodino nasledi starejši sin Ludvik II., nečaku Jakobu I. pripade grofija La Marche.
  - grof Brienneja Valter VI.. Grofija pripade njegovi sestri Izabeli in njenim sinovom.
  - Jean de Clermont, francoski maršal, ki je bil mnenja, da bi obkoljene Angleže preprosto izstradali, a so ga ostali preglasili. ↔ 1357
- 3. oktober - Obnovi se tudi vojna za bretonsko nasledstvo. Vojvoda Lancaster, bratranec angleškega kralja, prične oblegati profrancosko bretonsko prestolnico Rennes, ki ga namerava izstradati. 1357 ↔
- Istega leta Edvard III. z vojsko opustoši obmejno škotsko podeželje.

### Rimsko-nemško cesarstvo
- 10. januar - Nürnberg: Karel IV. Luksemburški izda Zlato bulo, s katero uredi volitve nemških kraljev[2]. Za prvo načelo dedovanja postavi primogenituro. Cerkveni volini knezi še naprej ostajajo kölnski, mainški in trierski nadškofi, prav tako ohranja češki kralj svojo volilno pravico, spremembe pa so pri ostalih treh posvetnih knezih:

- - namesto vojvodini Bavarski in s tem rivalski hiši Wittelsbaških podeli volilni glas Renskemu palatinatu[3]. Bavarska vojvoda Ludvik V. in Štefan II. protestirata, ker je v preteklosti Bavarska večinoma izvajala volilni glas. Najmlajšemu članu iz hiše Wittelsbaških Otonu V., ki se je pred petimi leti odpovedal Bavarski v zameno za Brandenburško marko, pripade volilni glas omenjene marke.
  - podobno kratko palčko potegnejo tudi Habsburžani. Avstrijski vojvoda Rudolf IV. z zelo nizko potezo ponaredi dokument imenovan Privilegium Maius, ki naj bi ga avstrijski vojvodini podelil Friderik Barbarossa, v katerem uredi dedovanje avstrijskih vojvodin. Hiša Habsburških ostane brez elektorskega glasu do podedovanja češke krone leta → 1526. ↓
- 12. marec → Umrlega vojvodo Saške-Wittenberga Rudolfa I. nasledi sin Rudolf II., ki mu glede na Zlato bulo (↑) pripade tudi elektorski glas.
- 23. junij - Umre Margareta II., grofica Hainauta, Holandije (I.), Zeelandije (I.) in bivša rimsko-nemška cesarica, vženjena v hišo Wittelsbaških. Omenjene tri grofije podeduje sin Vilijem[4].
- 18. oktober - Baselski potres: uničujoč potres zahteva čez 1.000 žrtev v mestu Basel in okolici. Večina stavb je porušenih, prav tako gradov.
- 25. december - Metz: izide še drugi del Zlate bule.

### Ostalo
- 8. avgust - Umrlega beneškega doža Giovannija Gradeniga nasledi Giovanni Dolfin, 57. beneški dož po seznamu. Gradenigu je uspelo v slabem letu stabilizirati beneško ekonomijo in obnoviti trgovske tokove, ki jih je izčrpala vojna z Genovo, žal pa je v tem letu Benečane zapletel v novo drago vojno z Madžari, ki so Benečane pregnali iz večine Dalmacije. Novi dož nadaljuje z vojno proti Madžarom, ki to leto prodro do Trevisa. 1357 ↔
- 17. oktober - Švedski kronski princ Erik Magnusson[5] se razglasi za švedskega kralja v poskusu, da bi izrinil očeta Magnusa IV.. Na Švedskem izbruhne državljanska vojna med očetom in sinom. 1357 ↔
- Bolgarija: car Ivan Aleksander razdedini kronskega princa Ivana Stacimirja, le-ta pa se na nejevoljo očeta razglasi za bolgarskega carja. Njegovo oblast priznava zgolj obmejno mesto Vidin z okolico. 1365 ↔
- Z Trakija, V Makedonija: srbski vojskovodja Vojihna premaga bizantinsko vojsko socesarja Mateja Kantakuzena, ki so jo sestavljali večinoma turški najemniki. Nenačrtovanega padca svojega političnega rivala se veseli bizantinski cesar Ivan V. Paleolog, ki Vojhinu ponudi visoko odkupnino za vojnega ujetnika.
- Epir: drugi srbski vojskovodja Grigor Preljub umre v spopadu z albanskimi klani. Politično praznino JZ dela propadajočega Srbskega cesarstva izkoristi bivši vladar Epira Nikefor II. Orsini, ki obnovi Epirski despotat. Večino podeželja nadzorujejo albanski klani. ↔ 1359
- Lübeck: prvi Hansetag, zbor stanov mest takrat še neformalne konfederacije pribaltskih mest Hanzeatska liga. Konfederacijo sestavlja več kot dvajset severno morskih, severnonemških mest in pribaltskih mest različnih fevdalnih pripadnosti do nadoblastnikov in obvez do Hanse.
- Messina, Sicilija: anžujski Neapeljčani še veno nadzorujejo velike dele aragonske Sicilije. Tega leta se neapeljski kraljevi par Ivana I. in njen soprog Ludvik Tarantski kronata za sicilskega kraljico in kralja. Tradicionalno prizorišče kornanj sicilskih kraljev je sicer Palermo. Sicilska regentka Evfemija zaprosi za pomoč aragonsko krono. 1357 ↔
- Portugalska: po umoru prinčeve ljubice Inês de Castro kronski princ Peter v žalujočem besu opustoši velik del severne Portugalske. Njegov oče, kralj Alfonz IV. se izogiba vsaki konfrontaciji svoje vojske s sinovo. 1357 ↔
- Umre iranski vladar dinastije Džalajiridov Hasan Buzurg, ki je še najdalje razširil oblast v propadlem Ilkanatu. Nasledi ga sin Šejk Uvajs. 1357 ↔
- Umrlega južnoindijskega ustanovitelja hindujskega cesarstva Vidžajanagara Hariharo I. nasledi mlajši brat Bukka.
- Kitajska: uporniška vojska Rdečih turbanov pod vodstvom Zhu Yuanzhanga zavzame mesto Nanking, ki postane središče njihovih vojaških operacij proti nesposobni mongolski dinastiji Yuan. 1368 ↔
- Verona: dokončan je kamniti most Castelvecchio, ki se pne čez reko Adižo. Na najdaljšem mestu je razpon loka 48,7 metra, kar je za tiste čase rekord.

- Ustanovitev Univerze v Angersu.[6]

## Rojstva
- 29. julij - Martin Aragonski, aragonski in sicilski (II.) kralj († 1410)
- Tomaž III., markiz Saluzza († 1416)
- Vincenza Pasini, italijanska vidkinja († 1431)

## Smrti
- 12. marec - Rudolf I., vojvoda Saške-Wittenberga iz hiše Askanijcev (* 1284)
- 19. junij - Michelina da Pesaro, italijanska frančiškanska spokornica, blažena (* 1300)
- 23. junij - Margareta II., grofica Hainauta, Holandije (I.), Zeelandije (I.), nemška cesarica (* 1311)
- 8. avgust - Giovanni Gradenigo, 56. beneški dož (* 1279)
- 19. september:
  - Geoffroi de Charny, francoski vitez, pisatelj (* 1300)
  - Jean de Clermont, francoski maršal
  - Peter I., bourbonski vojvoda (* 1311)
  - Valter VI., grof Brienneja (* 1302)
- 27. december - Kristina Ebner, nemška dominikanska redovnica, mistikinja (* 1277)
- Grigor Preljub, srbski vojvoda (* 1312)
- Harihara I., južnoindijski ustanovitelj hindujskega cesarstva Vidžajanagara
- Hasan Buzurg, iranski vladar dinastije Džalajirid
- Lippo Memmi, italijanski (sienski) slikar (* 1291)